# Хохловка (Климовський район)
Хохловка - село в Климовському районі Брянської області Росії. Входить до складу Митьківського сільського поселення.

## Географія
Село знаходиться в південно-західній частині Брянської області, в зоні хвойно-широколистяних лісів, в межах Поліської низовини, поблизу витоку річки Ірпи, на відстані приблизно 4 кілометрів (по прямій) на північний схід від Климово (адміністративного центру району). Абсолютна висота — 171 метр над рівнем моря.
Населений пункт розташований у межах українського етно-культурного регіону Стародубщини.

## Історія
Село засноване у першій половині XVIII ст.
До Лютневої революції село входило до складу Новозибківського повіту Чернігівської губернії. 20 листопада 1917 року село було оголошено частиною Сіверщини у складі УНР. 25 грудня 1917 року село включено до складу Української Радянської Республіки.
25 березня 1918 року згідно з Третьою Статутною грамотою село оголошувалось у складі Білоруської Народної Республіки. Проте до травня 1919 року воно входило до складу Чернігівської губернії УРСР, після чого було передано до Гомельської губернії РРФСР, а після ліквідації губернії в 1926 році — до Брянської губернії.
Із 1929 року в складі Клинцівського району, з 1932 року — Західної області, у 1937 році передано Орловській області. У 1944 році населений пункт увійшов до складу Брянської області.

### Клімат
Клімат характеризується як помірно континентальний, з помірно теплим літом і відносно м'якою зимою. Середньорічна багаторічна температура повітря становить 5,2 °С. Середня температура повітря найтеплішого місяця (липня) — 18,2 °С (абсолютний максимум — 36 °C); найхолоднішого (січня) — -8,1 °С (абсолютний мінімум — -37 °С). Безморозний період триває в середньому 158 днів. Середньорічна кількість атмосферних опадів становить 590 мм, із яких більша частина випадає в теплий період. Сніговий покрив тримається протягом 113 днів.

## Населення
| 2010 | 2013 |
| ---- | ---- |
| 648  | ↘581 |

### Національний склад
Згідно з результатами перепису 2002 року, у національній структурі населення росіяни становили 95 % із 692 осіб.